# Jeff Glor
 Jeffrey T. Glor (Tonawanda, 12 de julho de 1975) é um jornalista estadunidense. Ele apresentou o telejornal CBS Evening News de 4 de dezembro de 2017 até 10 de maio de 2019.